# Bushwick Avenue-Aberdeen Street
Bushwick Avenue-Aberdeen Street è una fermata della metropolitana di New York situata sulla linea BMT Canarsie. Nel 2019 è stata utilizzata da 600 188 passeggeri. È servita dalla linea L, attiva 24 ore su 24.

## Storia
La stazione fu aperta il 14 luglio 1928.

## Strutture e impianti
La stazione è sotterranea, ha due banchine laterali e due binari. È posta per la maggior parte sotto terreni privati e ha un singolo ingresso su Bushwick Avenue.